# Franz Hünten
Franz Hünten, que també arribà a dir-se François Hünten (Coblença, 26 de desembre de 1792 - Coblença, 22 de febrer de 1878) va ser un pianista i compositor alemany.

## Biografia
Franz Hünten va nàixer en una família de músics: El seu pare, Daniel Hünten, era organista i havia estat el professor de Henri Herz. Com aquest, Franz se n'anà a París on es va inscriure al Conservatori el 1819.
Va compondre més tard melodies per a piano que eren agradables i amb poca complexitat tècnica: rondos, fantasies, variacions o dances, entre altres gèneres. El seu primer èxit es degué a Variations militaires à 4 mains, op. 12, una imitació senzilla de les variacions sobre l'Alexandermarsch d'Ignaz Moscheles. Bastant ràpidament la seva fama va créixer, de tal manera que per una obreta de deu pàgines podia rebre 2.000 francs. Dos anys després de la publicació del seu mètode Nouvelle méthode pour le piano-forte, op. 60 (1833), es va instal·lar de nou a Coblença, i allà va continuar a compondre. Va tornar després a París al cap d'alguns anys però es va retirar de debò en 1848.
La música de Hünten es feu molt popular de pertot a França, Alemanha, i Anglaterra, encara que molts crítics atacaren sovint les seves creacions titllant-les de vulgars i alguns comentaris ulteriors foren bastant comparables. El seu fill, Emil Hünten, va ser pintor.